# Нидердорфельден
Нидердорфельден (нем. Niederdorfelden) — община в Германии, в земле Гессен. Подчиняется административному округу Дармштадт. Входит в состав района Майн-Кинциг.  Население составляет 3665 человек (на 31 декабря 2010 года). Занимает площадь 6,55 км².